# Танкау сул Маре (Ољастра)
Танкау сул Маре је насеље у Италији у округу Нуоро, региону Сардинија.
Према процени из 2011. у насељу је живело 206 становника. Насеље се налази на надморској висини од 10 м.